# Pseudodaphnella rottnestensis
Pseudodaphnella rottnestensis is een slakkensoort uit de familie van de Raphitomidae. De wetenschappelijke naam van de soort is voor het eerst geldig gepubliceerd in 1947 door Cotton.